# Niger i olympiska sommarspelen 2000
Niger deltog i de olympiska sommarspelen 2000 med en trupp bestående av fyra deltagare, två män och två kvinnor, men ingen av landets deltagare erövrade någon medalj.

## Friidrott
Herrarnas 100 meter
- Mamane S. Ani Ali
  1. Omgång 1 – 11.25 (gick inte vidare)

Damernas 400 meter
- Haissa Ali Garba
  1. Omgång 1 – 01:07.49 (gick inte vidare)